# 白松がモナカ本舗

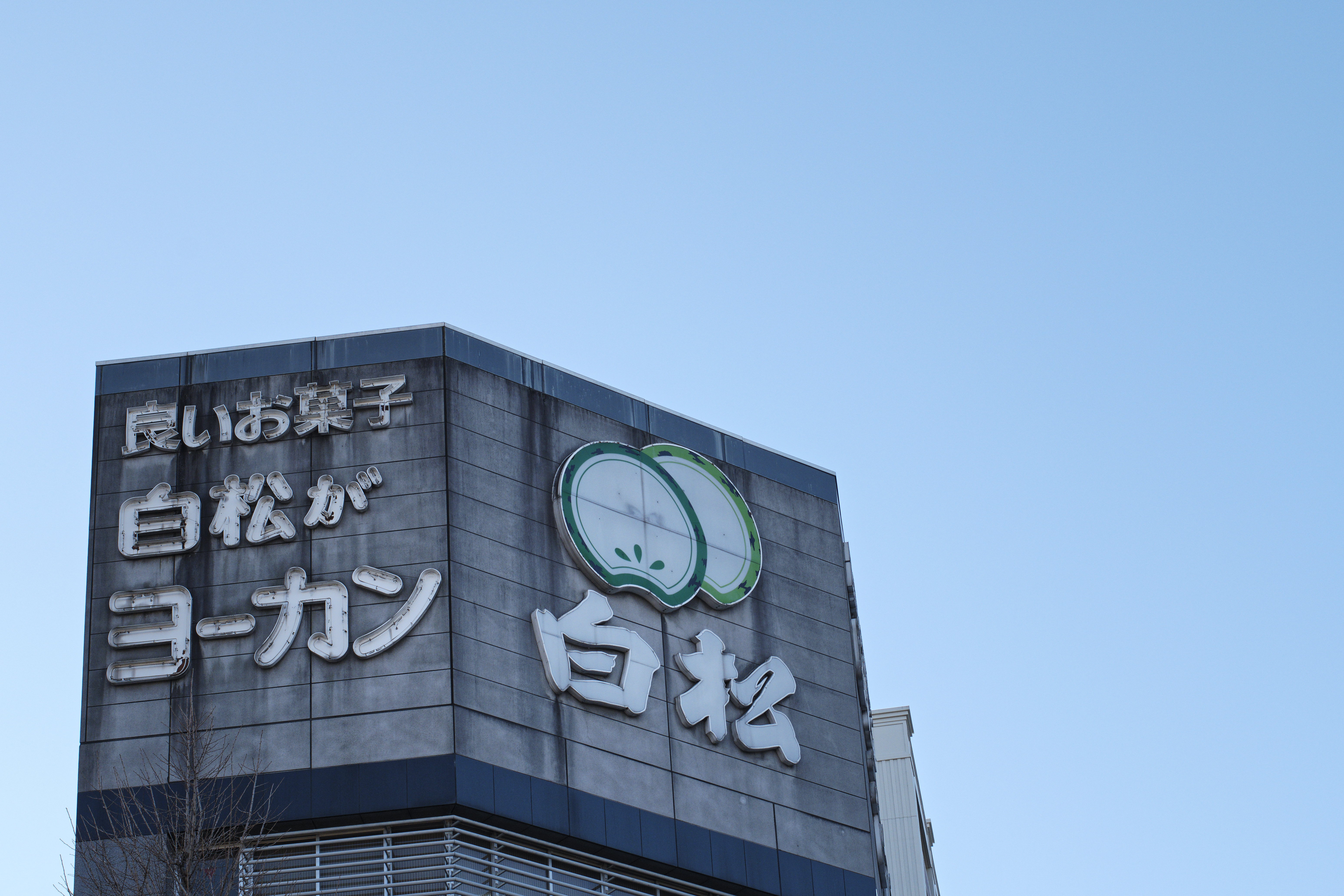
白松がモナカ本舗 晩翠通店（白松ビル）屋上看板

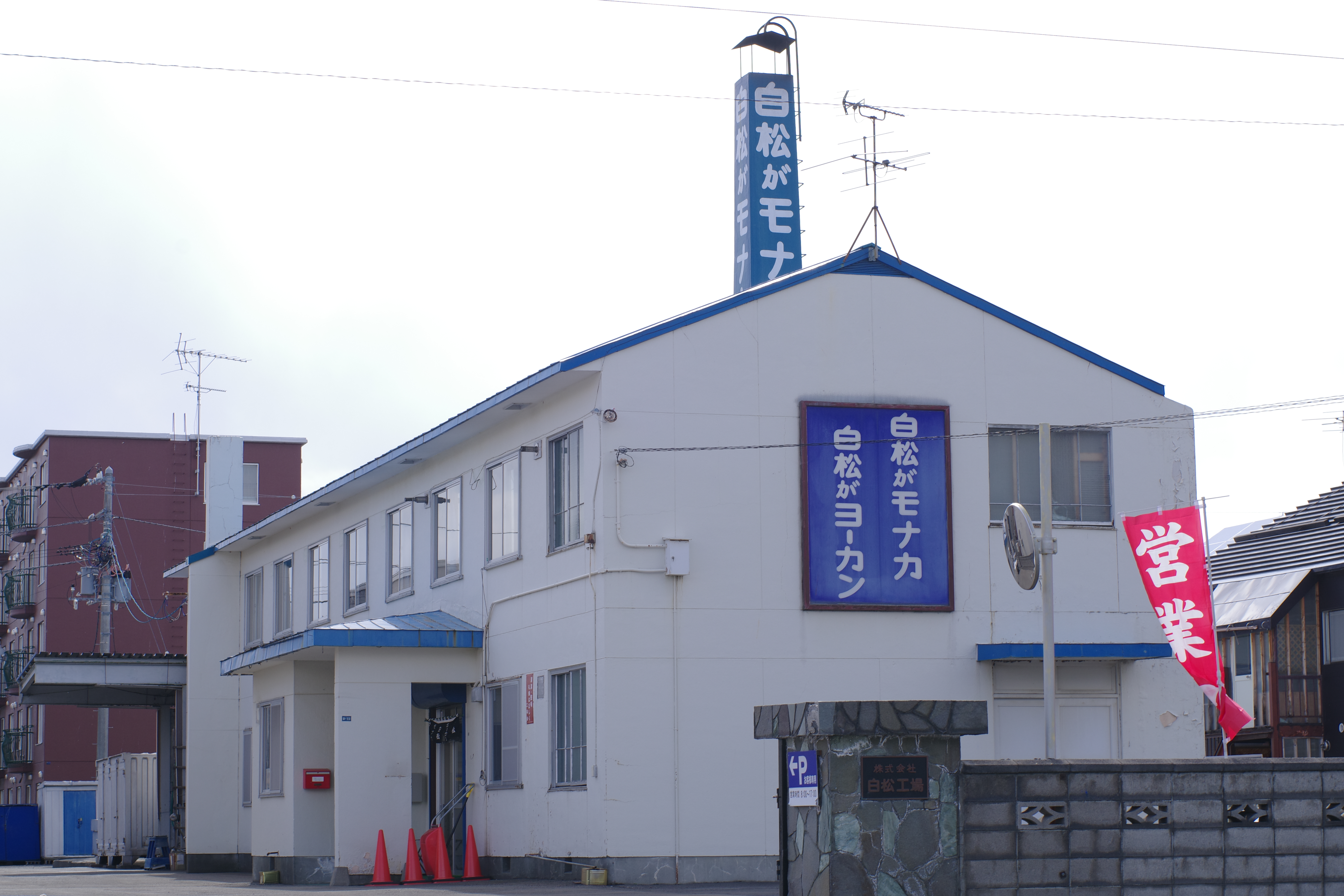
白松がモナカ 札幌工場

株式会社白松がモナカ本舗（しらまつがモナカほんぽ、しろまつがモナカほんぽ）は、宮城県仙台市青葉区に本社をおく、モナカ・ヨーカンを中心とした和菓子を製造販売する会社。

## 商標の由来
製造元の白松がモナカ本舗は、1932年（昭和7年）に白松菓子店として開店しており、創業者の「いずれは白松の菓子の名を広めたい」という思いから名付けられた。商標につけられている「が」は所有格で(「我が村」の｢が｣)、最中のほかにも全ての商品に「白松の商品」という意味で『白松が-』と名付けられている。

## 沿革
- 1932年（昭和7年）12月1日 - 「白松菓子店」創業

## 主な商品
- 白松がモナカ
- 白松がヨーカン
- 白松がどら焼

## 店舗

### 宮城県内

#### 仙台市内
宮城野区以外の全区に店舗を有している。
- 青葉区 - 10店舗
- 太白区 - 3店舗
- 若林区 - 2店舗
- 泉区 - 2店舗

#### 仙台市外
- 名取市・塩竈市・多賀城市・宮城郡松島町・大崎市・石巻市 - 各1店舗

### 宮城県外
- 福島県福島市 - 1店舗
- 北海道札幌市 - 1店舗

かつては、岩手県盛岡市にも店舗を有していた。

## 工場
- 赤坂工場 - 宮城県仙台市青葉区芋沢字大竹原45
- 札幌工場（モナカ製造、売店併設）- 北海道札幌市白石区中央2条3-9-13

## 宣伝

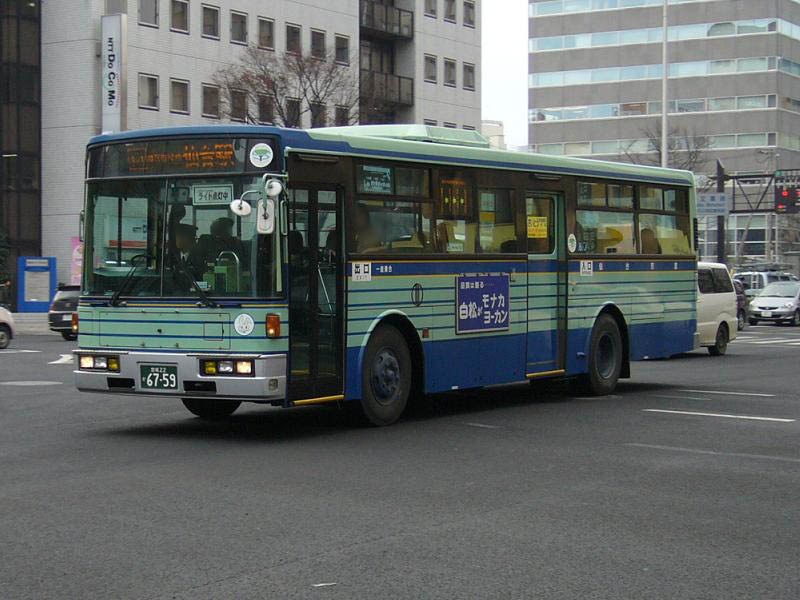
白松がモナカ・ヨーカンの広告看板を付けた仙台市営バスの車両（日産デ・KC-UA460LAN）

積極的に宣伝・広告を行っていることで知られ、地元ではテレビCMや新聞のカラー広告などを盛んに行っており、全国的には朝日新聞の巻頭に定期的に帯広告「全国銘菓 白松がモナカ・白松がヨーカン」を行っている。
北海道ではHBCで放送されている「皇室アルバム」のスポンサーになっており、STVラジオなどAM放送によるCMのほか、新聞広告も載せている（ただし下部の本社所在地は札幌の所在地に差し替えられている）。
また特に屋外広告は有名で、仙台市内や宮城県内を中心に主に東北新幹線沿い（古くは東北・北海道の在来幹線沿い）・幹線道路沿い・松島などの観光地等に多くの野立て看板や広告塔を立てている。また東京側の東北新幹線の駅乗り場付近に広告を掲げたことがあり、現在でも東北新幹線沿いの東京都北区田端や東十条などにも広告塔が立っている。特に会社所在地の仙台市中心部のアーケード街では、CMソングが頻繁に流れている。また、仙台市営バスにも広告看板を掲げている。
さらに遠隔地では近畿地方（近畿は、JR京都線・阪急京都線沿い）や福岡県（山陽新幹線の小倉 - 博多間）にも「全国銘菓 白松がモナカ」の野立て看板を掲げている。
公式サイトのURLは「monaka.jp」である。

## 提供番組
- 皇室アルバム（HBC・TBC・TUY）
- 皇室ご一家（仙台放送）
- めざましテレビ公認 わがまま!気まま!旅気分（仙台放送制作分・BSフジ）